# 坊子区
坊子区（ぼうし-く）は、中華人民共和国山東省濰坊市に位置する市轄区。

## 歴史
- 清朝は萊州府濰県に所属している。
- 民国3年（1914年）、山東省は四道に変更され、膠東道濰県に属していた。境は鄧村、新東、南劉、水浦、廿里堡、牛埠、蔡家集地区である。民国14年（1925年）、四道から十一道に変更され、濰県は萊膠道に属していた。民国17年（1928年）、道は廃止され、濰県は山東省政府の直轄になった。民国22年（1933年）、濰県は十区に分割され、境は第2、第6、第8、第9、第10地区であり、一部は安丘と昌楽に属した。日中戦争の時は濰県が所有した。民国34年（1945年）、中国共産党は濰南県を設立し、共産党の解放地区となった。民国36年（1947年）、濰南県の眉村区、太公堂区、下密区、馬宿区、油房区、張営地区、南流地区、海老蟆屯地区はほとんど共産党に支配された。坊子鎮と荊山窪地域は国民党濰県支部を支配され、黄旗堡と荊山窪はそれぞれ安丘と昌楽に所属した。民国37年（1948年）4月、濰南県が解放され、坊子鎮は濰坊特別市坊子区、その後に濰坊市の第4地区と改名された。そのほかの領域は濰南県に所属した。
- 1950年、濰南県が廃止され、濰北県に統合された。
- 1953年、濰北県は濰県に統合された。行政区画は何度も変更されたが、領域の大部分はほとんど県級市の濰坊市と濰県に帰属し、黄旗堡、荊山窪、南流の各地域のみが安丘と昌楽に所属している。
- 1983年8月、濰坊地区が地級市の濰坊市に改編され、同年10月に坊子区が新たな行政区画を決め、1984年1月から行政が行われた。

## 行政区画
- 街道：鳳凰街道、坊安街道、坊城街道、九竜街道、黄旗堡街道、王家荘街道、太保荘街道、鄭公街道